# شبکه اد هاک وسایل نقلیه
ونت یا شبکه اد هاک وسایل نقلیه (به انگلیسی: Vehicular ad hoc network) یک تکنولوژی است که در آن از وسایل نقلیه متحرک به عنوان گره (شبکه) در یک شبکه برای ساختن یک شبکه موبایل استفاده می‌شود. ونت هر ماشینی را به یک روتر بی سیم یا گره (شبکه) افراز می‌کند و به آن‌ها در فواصل ۱۰۰ تا ۳۰۰ متر امکان ارتباط با یکدیگر را می‌دهد و در عوض یک شبکه با ابعاد گسترده تشکیل می‌دهد. به محض خروج ماشینی از شبکه و عدم توانایی دریافت سیگنال توسط آن، ماشین‌های دیگر امکان ملحق شدن به شبکه و دیگر ماشین‌ها را دارد و بدین سان یک شبکه اینترنت بی سیم ساخته می‌شود. امکان استفاده از این تکنولوژی توسط پلیس و آتش نشان‌ها می‌تواند مفید باشد.

## کاربرد
بیشتر نگرانی‌های موجود در منت در ونت نیز وجود دارد ولی جزئیات متفاوتند. برخلاف منت که مشترکان به صورت رندوم جابجا می‌شوند در ونت آن‌ها تمایل به حرکت در مسیر مشخصی دارند. تعامل با حاشیه‌های مسیر نیز می‌تواند جزء مشخصه‌ها باشد. در نهایت می‌توان گفت که وسایل نقلیه محدود به محدوده حرکت خود می‌باشند. برای مثال در بزرگراه محدود به قسمت آسفالت شده می‌باشند.
به علاوه در سال ۲۰۰۶ واژه منت بیشتر معرف یک زمینه تحقیقاتی در دانشگاه‌ها بود و واژه ونت شاید بارزترین زمینه کاربردی آن.
ونت چندین مزایا به هر شبکه‌ای با هر ابعاد می‌دهد، اما در عوض نگرانی‌های سلامتی و امنیتی را نیز برای کاربران به همراه دارد (برای مثال فرستادن ایمیل به هنگام رانندگی). ولی این مهم، ونت را به عنوان یک محصول بالقوه محدود نمی‌کند. در جی پی اس و سیستم‌های مسیریابی می‌تواند مفید باشد یا می‌تواند به عنوان خبر دهنده ترافیک عمل کرده و سریعترین مسیر به مقصد را به کاربر ارائه دهد. یک کامپیوتر همراه کاربر می‌تواند این امکان را برای وی فراهم سازد تا در صورت شلوغی ترافیک ایمیل‌های فرد دانلود و برای وی خوانده شود یا در صورت توقف خودروها خود به خواندن آن‌ها اقدام کند و بدین سان از این زمان به عنوان زمان مفید کاری استفاده شود. هم چنین امکان استفاده رایگان از سرویس‌هایی نظیر VoIP یا صدا روی پروتکل اینترنت(مثلاً گوگل تاک یا اسکایپ) را بین مشترکان ایجاد کرده و هزینه ارتباط تلفنی را کاهش دهد. کاربردهای آینده آن می‌تواند شامل کنترل گشت زنی‌ها و ایجاد تطبیق‌های اتوماتیک برای حفظ فاصله مطمئنه از وسایل نقلیه در بین آن‌ها یا هشدار به راننده در زمینه وجود وسیله نقلیه در منطقه باشد.

## تکنولوژی
اینونت یا ونت هوشمند یک راه هوشمندانه در راه استفاده از ونت را معرفی می‌کند. اینونت تلفیقی از چند تکنولوژی شبکه اد هاک (برای مثال WiFi IEEE 802.11p, WAVE IEEE 1609, WiMAX IEEE 802.16, Bluetooth, IRA, ZigBee) برای ارتباطی ساده، دقیق، مؤثر و قابل پیاده‌سازی بین وسائل نقلیه در حال جابجایی دینامیک می‌باشد. اقدام‌های مؤثری از قبیل ارتباط رسانه‌ای بین ماشین‌ها مانند روش‌های تعقیب خودروها می‌تواند فعال شود.
اینونت به تبیین موارد امنیتی در وسائل نقلیه، جریان ارتباطات بین آن‌ها و مخابرات می‌پردازد.
از ونت انتظار آن می‌شود تا طیف وسیعی از تکنولوژی‌های مخابرات بی‌سیماز قبیل ارتباطات برد کوتاه تخصیص یافته (DSRC) که یک نوع از وای-فای می‌باشد را پیاده‌سازی کند. دیگر کاندیداهای تکنولوژی مخابرات بی‌سیم تلفن همراه، ماهواره مخابراتی و وایمکس می‌باشند. ونت می‌تواند به عنوان جزءی از سامانه ترابری هوشمندیا (ITS) در نظر گرفته شود.
همانطور که در سامانه ترابری هوشمند پیش‌بینی شده وسائل نقلیه با یکدیگر از طریق ارتباط بین وسیله‌ای (IVC) و با حاشیه مسیر از طریق ارتباط حاشیه جاده به وسیله نقیله (RVC) فراهم شده‌است. هدف ثانویه اینست که در آینده شبکه وسائل نقلیه به مسیرهایی امن تر و مؤثر تر با فراهم کردن اطلاعات زمانی به رانندگان کمک نماید.

## استاندارد
در انجمن ارتباطات مؤسسه مهندسان برق و الکترونیک یک زیر کمیته در زمینه کاربردهای مخابراتی و شبکه‌ای وسائل نقلیه‌ای (VNTA) وجود دارد.
منشور این کمیته شامل ارتقای فنی و فعالیت در زمینه‌های شبکه‌های خودرویی، ارتباطات خودرو به خودرو، خودرو به حاشیه جاده و خودرو به زیرساخت‌ها، استانداردها، مانیتورینگ ترافیک زمان-واقعی، تکنولوژی‌های مدیریت بین ساختاری و سایر کاربردهای مخابراتی و سرویس‌ها مبتنی بر سامانه ترابری هوشمند می‌باشد.